# Fujiwara Kotaro
Kotaro Fujiwara (藤原広太朗 Fujiwara Kōtarō,  sinh ngày 17 tháng 4 năm 1990) là một cầu thủ bóng đá người Nhật Bản thi đấu ở vị trí hậu vệ cho Tokushima Vortis.

## Thống kê câu lạc bộ
Cập nhật đến ngày 23 tháng 2 năm 2018.
| Thành tích câu lạc bộ | Thành tích câu lạc bộ | Thành tích câu lạc bộ | Giải vô địch | Giải vô địch | Cúp                   | Cúp                   | Cúp Liên đoàn | Cúp Liên đoàn | Tổng cộng | Tổng cộng |
| Mùa giải              | Câu lạc bộ            | Giải vô địch          | Số trận      | Bàn thắng    | Số trận               | Bàn thắng             | Số trận       | Bàn thắng     | Số trận   | Bàn thắng |
| Nhật Bản              | Nhật Bản              | Nhật Bản              | Giải vô địch | Giải vô địch | Cúp Hoàng đế Nhật Bản | Cúp Hoàng đế Nhật Bản | J. League Cup | J. League Cup | Tổng cộng | Tổng cộng |
| --------------------- | --------------------- | --------------------- | ------------ | ------------ | --------------------- | --------------------- | ------------- | ------------- | --------- | --------- |
| 2013                  | Tokushima Vortis      | J2 League             | 42           | 0            | 1                     | 0                     | –             | –             | 43        | 0         |
| 2014                  | Tokushima Vortis      | J1 League             | 26           | 0            | 1                     | 0                     | 4             | 0             | 31        | 0         |
| 2015                  | Tokushima Vortis      | J2 League             | 34           | 0            | 4                     | 1                     | –             | –             | 38        | 1         |
| 2016                  | Tokushima Vortis      | J2 League             | 25           | 1            | 1                     | 0                     | –             | –             | 26        | 1         |
| 2017                  | Tokushima Vortis      | J2 League             | 36           | 0            | 1                     | 0                     | –             | –             | 37        | 0         |
| Tổng                  | Tổng                  | Tổng                  | 163          | 1            | 8                     | 1                     | 4             | 0             | 185       | 2         |